# Донгузский полигон

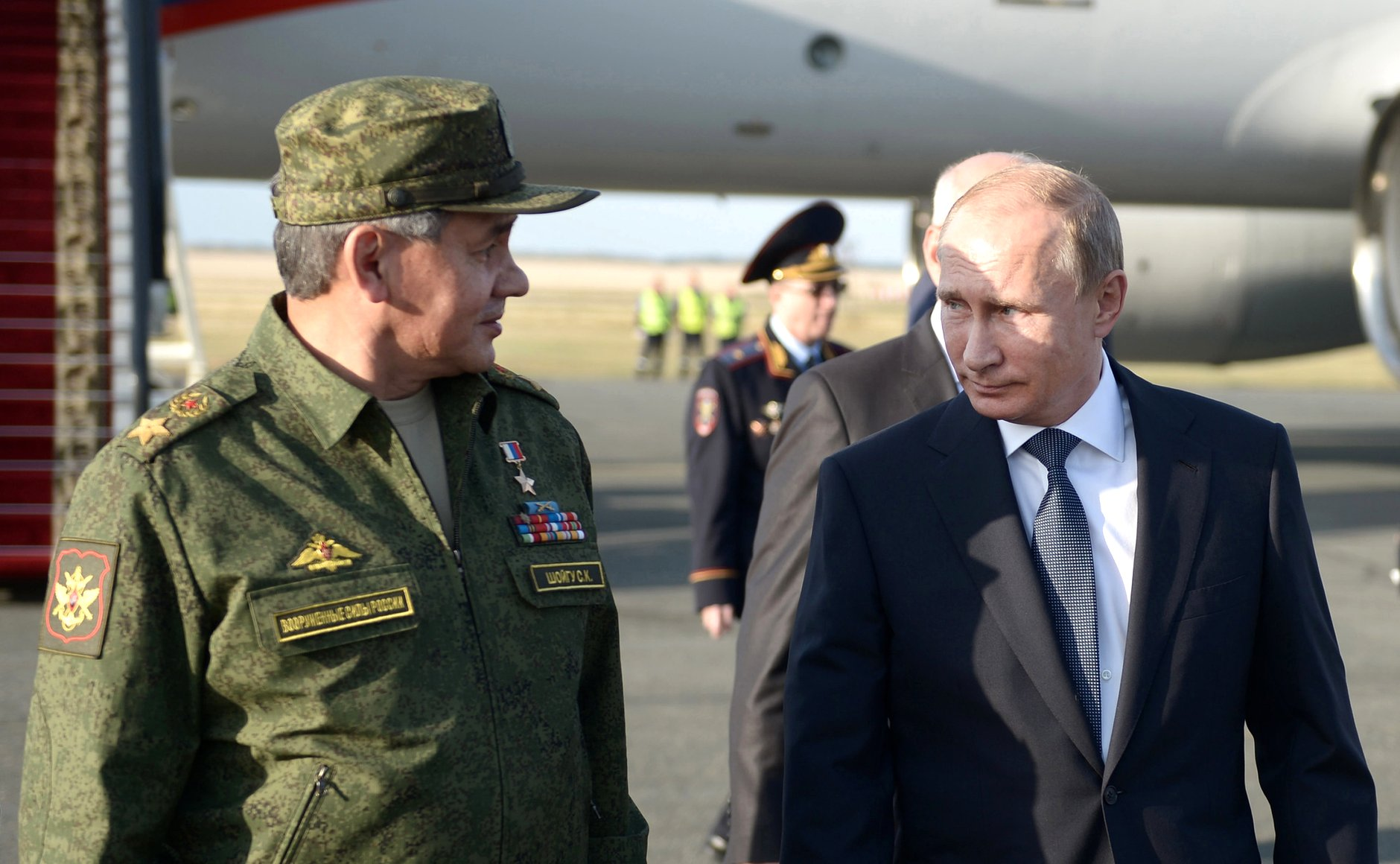
Министр обороны РФ Сергей Шойгу и президент РФ Владимир Путин на полигоне, 19 сентября 2015 года

Донгузский полигон (полное название — испытательный полигон Федерального государственного бюджетного учреждения 3-го центрального научно-исследовательского института Министерства обороны Российской Федерации) — российский военный полигон в Центральном военном округе.
Ранее назывался Научно-испытательный полигон ПВО МО РФ, в/ч 33157, Научно-Испытательный Зенитно-Артиллерийский Полигон — НИЗАП.
Расположен в Оренбургской области к юго-западу от железнодорожной станции Донгузская.
Административный и жилой центр полигона — посёлок Первомайский Оренбургского района.
Предназначен для испытания зенитно-ракетных вооружений войск ПВО и проведения войсковых учений с применением данного оружия.
Площадь полигона составляет 121 000 га. Северная граница полигона находится в 20 км южнее Оренбурга. Протяжённость полигона с северо-востока на юго-запад — около 80 км, ширина 30—40 км.
В воздушном пространстве над территорией полигона установлена зона ограничения полётов воздушных судов в интервале высот от земной поверхности до высоты 26 км (международное обозначение UWR101); координаты границ: 5135.0N 05447.0E — 5134.0N 05500.0E — 5130.0N 05500.0E − 5117.0N 05448.0E — 5116.0N 05431.0E — 5109.0N 05415.0E − 5112.0N 05410.0E — 5124.0N 05431.0E — 5127.0N 05429.0E − 5135.0N 05447.0E.
На полигоне имеется военный аэродром, ныне заброшенный.

## История
Основан в 1934 году для испытания зенитной артиллерии, техники и вооружения для войск ПВО, РСЗО и проведения войсковых учений с применением этого вида оружия. Вплоть до разработки и начала испытания первых ЗРК войск ПВО страны являлся единственным зенитным полигоном СССР, на котором испытывалось всё вновь создаваемое зенитное артиллерийское вооружение и радиолокационная техника.
В Донгузе испытывалась знаменитая «Катюша», а также другие системы залпового огня и средства ПВО — «Град», «Прима», «Смерч» и «Ураган», артиллерийские системы «Мста-С», «Гиацинт»[уточнить], такие комплексы как С-60, «Шилка», «Куб», «Стрела-1», «Стрела-2», «Стрела-3», «Стрела-10», «Игла-1», «Тунгуска», ОТР Точка-У.
Были испытаны и не только эти системы, но также активная танковая броня, 240-мм самоходный миномёт 2С4 «Тюльпан», 203-мм самоходная пушка 2С7 «Пион», 240-мм активно-реактивная мина АРМ-0 «Гагара» (3Ф2). В МИК полигона производилась сборка ядерных боезарядов. В 1988 году весной начались баллистические испытания 152-мм танковой пушки.
Полигон награждён орденами Красной Звезды и Трудового Красного Знамени.
В начале 1960-х годов был создан Эмбинский полигон в Казахстане, и наиболее сложные испытания новой техники ПВО стали проводиться там.
В конце сентября 2008 года на Донгузском полигоне проводилась завершающая фаза оперативных-стратегических учений (ОСУ) «Центр-2008». В учениях было задействовано около 12 тысяч военнослужащих, около двух тысяч единиц бронетехники, около 50 воздушных судов ВВС РФ. Учения посетил президент РФ Д. А. Медведев.
9 октября 2012 года на Донгузском полигоне прогремел мощный взрыв — произошла детонация 4000 тонн снарядов.
19 сентября 2015 года на полигоне проходил завершающий этап стратегических командно-штабных учений «Центр-2015», который посетил президент России Владимир Путин.
16—21 сентября 2019 года полигон стал основным местом проведения СКШУ «Центр-2019».